# 王潮 (明朝)
王潮（1475年—1540年），字應時，號鶴亭，武功中衛籍南直隶鎮江府丹徒县（今江蘇鎮江市）人，明朝政治人物、進士出身。

## 生平
治《易經》，行二，由國子生中式順天府鄉試第七十一名舉人，年三十四歲中式正德三年（1508年）戊辰科會試第二百六十九名，第三甲第二百十七名進士。四年冬十月选授江西道監察御史，世宗即位，十六年（1521年）五月升山东按察司副使，整饬天津兵备，嘉靖四年（1525年）升任山东右参政，督理常賦，嘉靖八年（1529年）十月升江西按察使，明年轉布政司右布政使，嘉靖十年升河南左布政使，皆有政績。十年五月升任都察院右副都御史、巡撫大同地方、赞理军务，九月北虏入寇大同、应浑、怀仁、山阴等处，所杀掠甚众，十一年七月被调回京别用。十二年七月以原官巡撫遼東，十三年九月升南京大理寺卿，十七年二月官至南京戶部右侍郎，十八年七月以雷警自陈致仕，十九年五月卒，賜祭葬。

## 家族
曾祖王小一。祖父王忠。父王福。母劉氏。具庆下。兄王翰，義官。